# Järnmalmspellets
Järnmalmspellets, tidigare kallade kulsinter, är ett råmaterial för järnframställning via masugn eller direktreduktion (DR). Till skillnad från fines som först måste sintras (sammansmältas) i ett sinterverk till större stycken, kan pellets användas direkt i masugn. Den vanligaste typen av pelletsverk att framställa järnmalmspellets med, är travelling-grate verk. Den näst vanligaste metoden är med ett grate-kiln verk. Från början var schaktugnsverk de vanligaste typen av verk, men idag är de mer ovanliga på grund av sin låga kapacitet. År 2010 tillverkades pellets av cirka 25 % av all järnmalm som utvanns. Idag finns det sex pelletsverk i Sverige, varav tre i Kiruna, två i Malmberget och ett i Svappavaara. Det har tidigare även funnits pelletsverk i Persberg och Bodås.

## Historik
Pellets framställdes först i slutet av 1800-talet i USA. Pelleten innehöll då 1 % tjära som bindemedel och brändes i roterugnar. Produkten patenterades först av svensken A.G. Andersson (1912), men kommersiellt i större skala framställdes pellets först 1952 i Babbit, MN, USA. Under de kommande tio åren byggdes ett tiotal verk i USA, Kanada och Sverige. I början varierade storleken på pellets från verk till verk, och de var inte heller lika sfäriska som idag. Generellt så var de nordamerikanska pelletsen mellan 10 och 20 mm, medan pellets tillverkade i Sverige var runt 30 mm i diameter. Idag har pellets från olika verk en mer uniform storlek, vanligen med en diameter mellan 8 och 18 mm och järnhalt på 67–72 procent.

## Framställning
Bruten järnmalm krossas och males till en finkornking slig som anrikas för att avlägsna gråberg och eventuella föroreningar. Olika tillsatser som exempelvis olivin eller kvartsit (beroende på användningsområde) blandas med sligen, samt ett bindemedel som exempelvis bentonit eller kalk. Sedan rullas blandningen till kulor innan de bränns vid 1 300°C i någon av de tidigare nämnda ugnarna. Många pelletstillverkare har även masugn eller DR-verk i direkt anslutning till pelletsverket, då det är en avsevärd energibesparing att inte låta pelletsen kylas helt innan den fortsätter i processkedjan.